# Between Sea and Land
Between Sea and Land is een Colombiaanse dramafilm uit 2016, geregisseerd door Manolo Cruz en Carlos del Castillo. De film ging in wereldpremière op 22 januari op het Sundance Film Festival in de World Cinema Dramatic Competition.

## Verhaal
De achtentwintigjarige Alberto woont aan een zompig moeras grenzend aan de Caribische Zee en droomt ervan op een dag de straat over te steken om in het water te gaan. Maar wegens een neurologische aandoening is hij gekluisterd aan het bed terwijl zijn moeder Rosa hem liefdevol beschermt en verzorgt. Wrange humor en creativiteit helpen Alberto doorheen zijn dagelijks bestaan en hij geniet van de douches die zijn buurvrouw Giselle hem met geeft. 

## Rolverdeling
| Acteur          | Personage |
| --------------- | --------- |
| Manolo Cruz     | Alberto   |
| Vicky Hernandéz | Rosa      |
| Viviana Serna   | Giselle   |
| Jorge Cao       |           |
| Mile Vergara    |           |
| Javier Saenz    |           |